# دورسون علی ایریباش
دورسون علی ایریباش (ترکی استانبولی: Dursun Ali Eğribaş؛ ۱ ژانویهٔ ۱۹۳۳ – ۱ اوت ۲۰۱۴) کشتی‌گیر اهل ترکیه بود.